# 1176 هـ
1176 هـ هي سنة في التقويم الهجري امتدت مقابلةً في التقويم الميلادي بين سنتي 1762 و1763.

## مواليد
- مفتون الدنبلي

## وفيات
- خليل البصير
- شاه ولي الله الدهلوي
- محمد راغب باشا
- أبو سعيد الخادمي.